# 新住民
新住民（しんじゅうみん）とは、主に大都市近郊において、他地域から移住してきた住民を指す。第二次世界大戦後、団地や新興住宅地などの造成で、移住による大規模な人口増加により、旧来の文化的習慣、社会的結びつき、共同体的習俗などに新たな要素を持ち込む存在として、こう呼ばれる。大きく分けて、新規に住居を所有し定住することを前提とする定住型と各種の事情から賃貸住宅に居住し、定住を前提としない移住型が存在している。移住型のことを一部では賃貸派とも呼ぶ場合もある。

## 概要
1960年以後の高度経済成長以降、日本全国各地の都市近郊、いわゆる都市への通勤圏に、団地や新興住宅地が多数造成され、新しく流入する新住民が生まれた。新住民の多くは、都市に通勤・通学し夜間に帰宅する場合が多い。転勤によりさらに移住したり不都合があれば他地域に移住を厭わないなど、地域に対する愛着の希薄さから旧住民との壁が生じる例は少なくない。反面、ある程度の新住民の定着と、市民運動や住民運動を通じて、新たな文化的習慣、社会的結びつき、共同体的習俗などが形成され、地域社会の仕組みが変化して、地域全体が新興都市へと変貌する例も少なくない。
旧来の地域住民である旧住民との対立が顕在化する例がみられる。地域の風習、慣習に従わないことなどから軋轢が見受けられ、たとえば、ごみ収集などで定められた曜日に出さない、地域の催し物に参加しない、地域の負担金（自治会費など）を支払わないなどの例もみられ、地域の祭事において、祭事への参加はするが、その準備や、寄付などの負担は拒む例も多くみられ、「旧住民が負担し、新住民が楽しむ」という自己中心的な新住民が多い地域もあるなど諸問題を抱えている。
業種の違いによるトラブルも少なくない。旧住民の多くは自営業者であったり、農業従事者（広義の自営業者）であったりすることが多く、居住する地域内で勤務および事業活動を行っているのに対し、新住民は第二次産業もしくは第三次産業従事者が多く、居住地域外で勤務および従事するなど性格が異なる。また、これらの都市従事者は週休二日制のフルタイムでの労働形態を取っていることが多く、時間の拘束があるのに対して、自営業者は時間の制約は比較的緩やかである。その結果、地域の共同作業や地域の催し物などへの参加は、自営業者にとって容易であり新住民は参加しにくいことが一つの原因として挙げられている。また新住民の多くは生産に携わるより、消費者である場合が多い。
また新住民が市民運動や環境保全運動に関与することも多い。特に都市での生活を忌避した結果、地方に移住して新住民となった場合はその傾向が見られ、対立を生じやすい。
一方、このような新旧両住民に温度差がありながらも、共通課題の登場によって新旧住民が和合する契機となった例もある。日本の新潟県巻町では多数ではなかった新住民が原発反対運動を担う役割を果たしたが、巻原子力発電所の建設の是非を問う全国初の条例による住民投票において、旧住民の協力を得ることによって、大差で「建設拒否」を意思表示、その後の日本の反原発運動や住民運動に大きな影響を与えた。
新住民をかかえる自治体のなかには、新旧両住民の早期融和を目指し、新しいコミュニティの育成や既存のコミュニティの交流イベントの実施などさまざまな施策を打ち出しているケースが多い。巻町は希有な例であるが、いずれにせよ歴史的に見るならば、新旧両住民間の対立は時間の経過とともに解消に向かうであろうが、そこに至るまでの曲折は多様であることが予想される。
近年は旧住民の高齢化による担い手減少に新住民の定年退職の時期が重なり、退職した新住民（一部はフリーランスや自営業を営む若年層も）が地域の共同作業や地域の行事（神社の祭りなど）に参画するようになり、多くの都市で新旧住民の融和が進んでいる。